# (136617) 1994 CC
(136617) 1994 CC é um asteroide próximo da Terra que é classificado como Apollo. Observações feitas em junho de 2009, mostrou que ele é um sistema triplo, ou seja, o corpo maior é orbitado por dois satélites; apenas cerca de um por cento (1%) dos asteroides perto da Terra observados por radar são considerados sistemas triplos como este. O único outro asteroide triplo inequivocamente identificado na população perto da Terra é (153591) 2001 SN263, que foi descoberto ser um sistema triplo em 2008.

## Descoberta
(136617) 1994 CC foi descoberto no dia 3 de fevereiro de 1994, pelo astrônomo James V. Scotti através do projeto Spacewatch.

## Características orbitais
A órbita de (136617) 1994 CC tem uma excentricidade de 0,4176 e possui um semieixo maior de 1,6390 UA. O seu periélio leva o mesmo a uma distância de 0,9546 UA em relação ao Sol e seu afélio a 2,3234 UA.